# Palaiargia perimecosoma
Palaiargia perimecosoma là một loài chuồn chuồn kim trong họ Coenagrionidae.
Palaiargia perimecosoma được Lieftinck miêu tả khoa học năm 1957.